# Єпархія Пульхеріополіса
Єпархія Пульхеріополіса (лат. Dioecesis Pulcheriopolitana) — колишня християнська єпархія в римській провінції Новий Епір, сьогодні — титулярна єпархія Католицької Церкви.

## Історія
Місто Пульхеріополіс відповідає сучасному місту Берат в Албанії. Єпархія Пульхеріополіса, що належала до митрополії Дуррес у провінції Новий Епір, згадується в списку єпархій, залежних від Константинопольського патріархату, авторства візантійського імператора Льва VI, проте жодний єпископ цієї єпархії не згадується серед учасників вселенських і помісних соборів.
Після завоювання цього регіону болгарами у X столітті місто, ймовірно, почало називатися Белград, і в ньому була створена єпархія, що підпорядковувалася Охридській архієпархії. Під такою назвою вона згадана в одному з актів імператора Василія II Болгаробійці з 1018 року.
Сьогодні єпархія Пульхеріополіса є однією з титулярних єпархій Католицької Церкви.

## Список титулярних єпископів
- Бернард Мельс (1970—1986)
- Анджей Суський (1986—1992)
- Жан-П'єр Рікар (1993—1996)
- Мішель Польєн (1996—2013)
- Йосафат Мощич (2014—2017)
- Данієль Франсіско Бланко Мендес (2017—)